# Лук ложный Винклера
Лук ло́жный Ви́нклера, или Лук ло́жно-ви́нклеров (лат. Allium pseudowinklerianum) — вид однодольных растений рода Лук (Allium) семейства Амариллисовые (Amaryllidaceae).

## Распространение
Эндемик юго-запада Ферганского хребта (Киргизия), где встречается по террасам реки Заргер-Сай на высоте до 2500 м над уровнем моря.

## Ботаническое описание
Многолетнее луковичное растение (геофит по Раункиеру) с широкими прямостоячими гладкими утолщёнными листьями.
Цветки розовато-сиреневые, пятичленные, собранные в зонтиковидное соцветие на конце стрелки. Завязь шаровидная, покрытая мелкими бугорками.

## Таксономия
Вид впервые описан Райнхардом Фричем и Фуркатом Орунбаевичем Хасановым в 2000 году в статье Taxonomic revision of Allium L. sect. Regeloprason Wendelbo in Middle Asia по материалам доклада, представленного на V Международном симпозиуме «Жизнь растений в Юго-западной и Центральной Азии», проходившем в Ташкенте в 1998 году. Ранее растения этого вида относились к широко трактуемому Allium winklerianum.
Типовой экземпляр был собран Арапжаном Хашимжановичем Газыбаевым 15 мая 1990 года на высоте около 1350 м в 10 км от деревни Заргер, в юго-западной части Ферганского хребта. Хранится в Центральном гербарии Института ботаники Академии наук Узбекистана в Ташкенте.
Относится к подсекции Odoratae секции Regeloprason подрода Melanocrommyum.